# 隧道

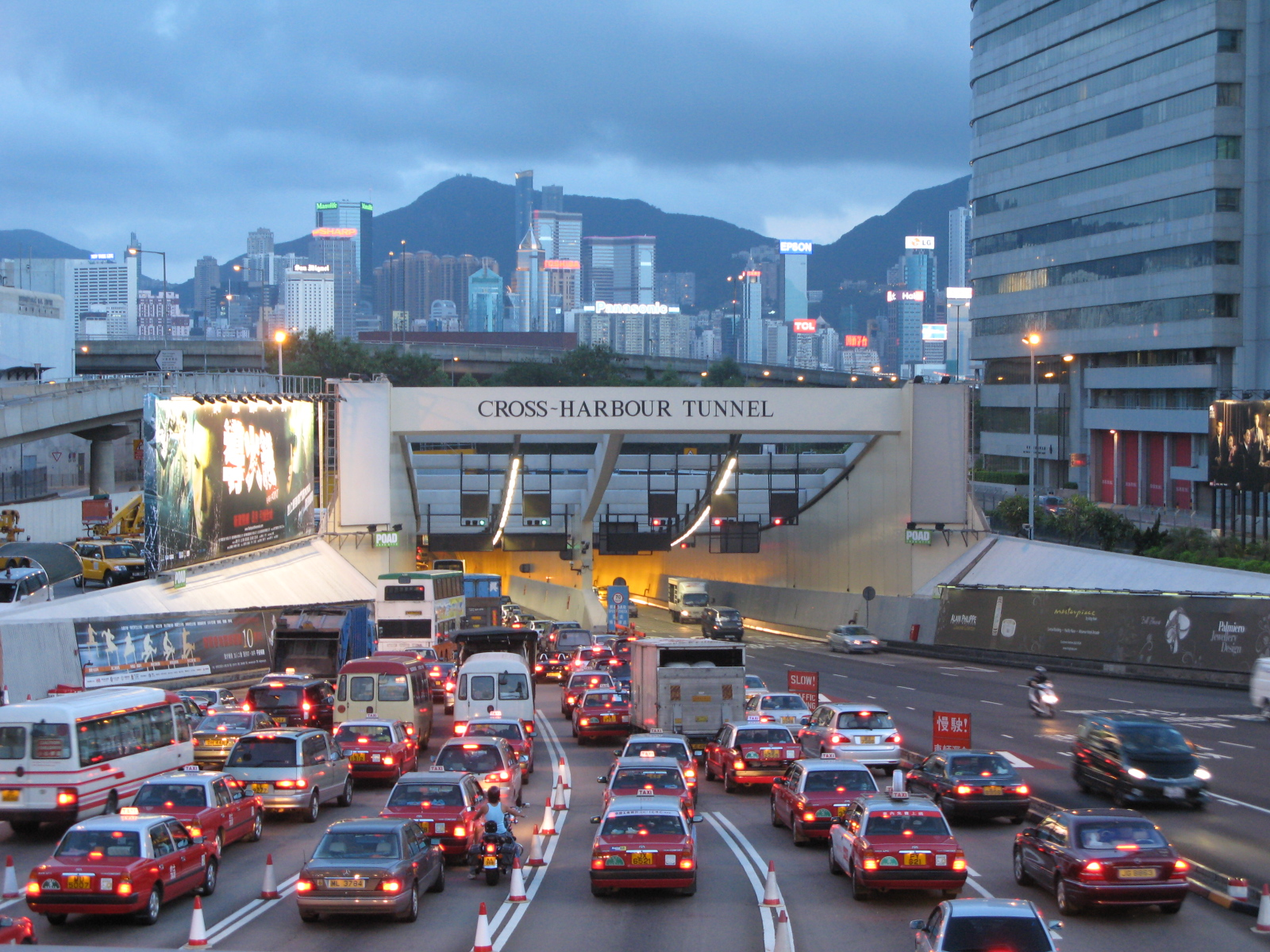
香港海底隧道（九龍 紅磡入口）

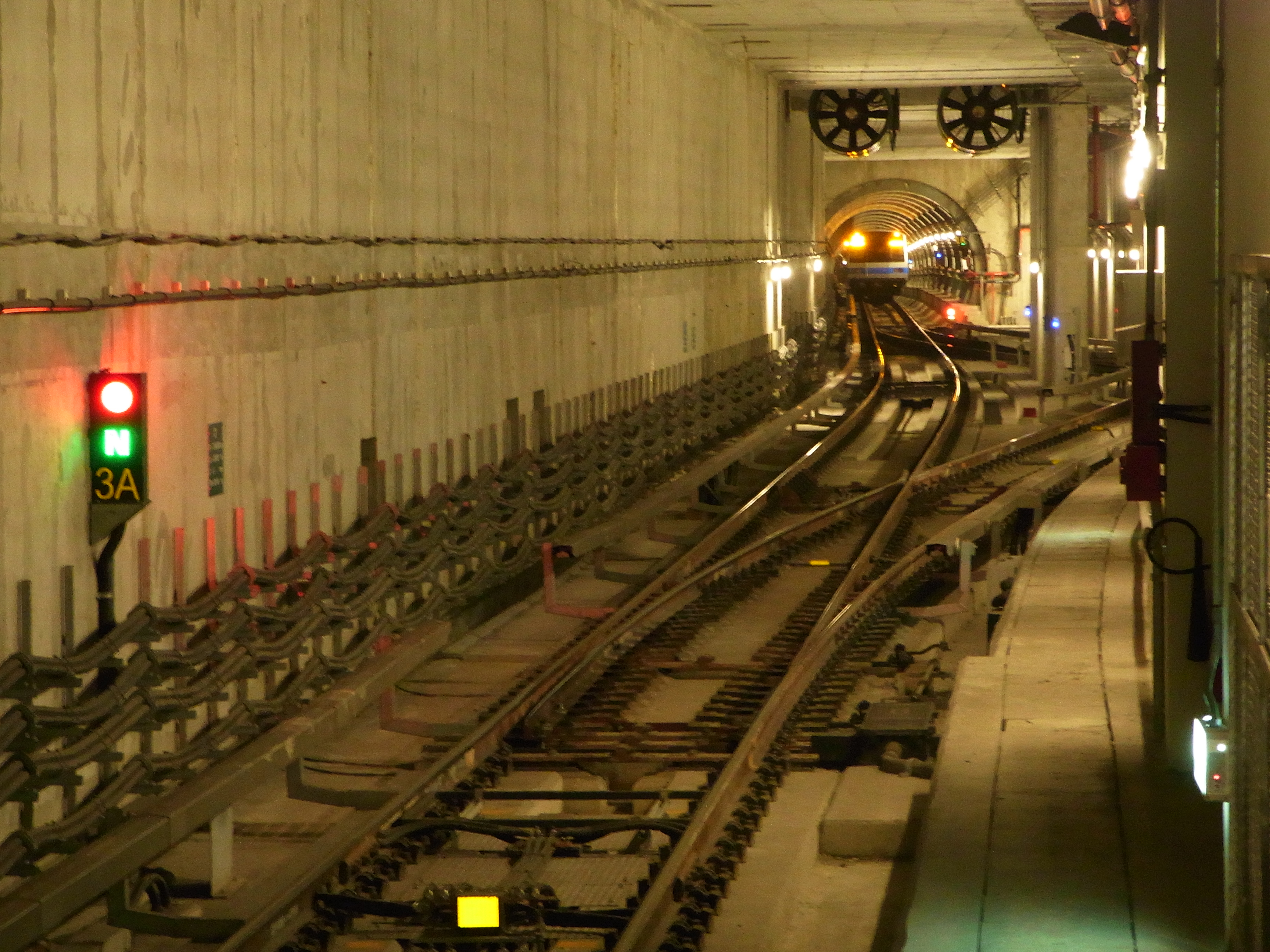
臺北捷運新莊線行車隧道。

隧道是指在既有的建筑或土石结构中挖出来的通道，供交通立体化、穿山越岭、地下通道、越江、过海、管道运输、电缆地下化、水利工程等使用。隧道不一定全是地下通道，仅位于地面下称作地下隧道或地下道路。

## 隧道的種類

### 依建造工程分类
建造隧道有幾種方式。
- 深度淺的隧道可先開挖後覆蓋，稱為明挖回填式隧道。
- 先興建從地表通往地下施工區的豎井，再直接從地下持續開挖，如果使用隧道掘進機等機械開挖，则為鑽挖式隧道；如果不使用机械，依靠爆破或人工挖掘（鑽炸法），则为矿山法隧道。
- 建造海底隧道可用沉管式隧道。

### 依隧道功能分类

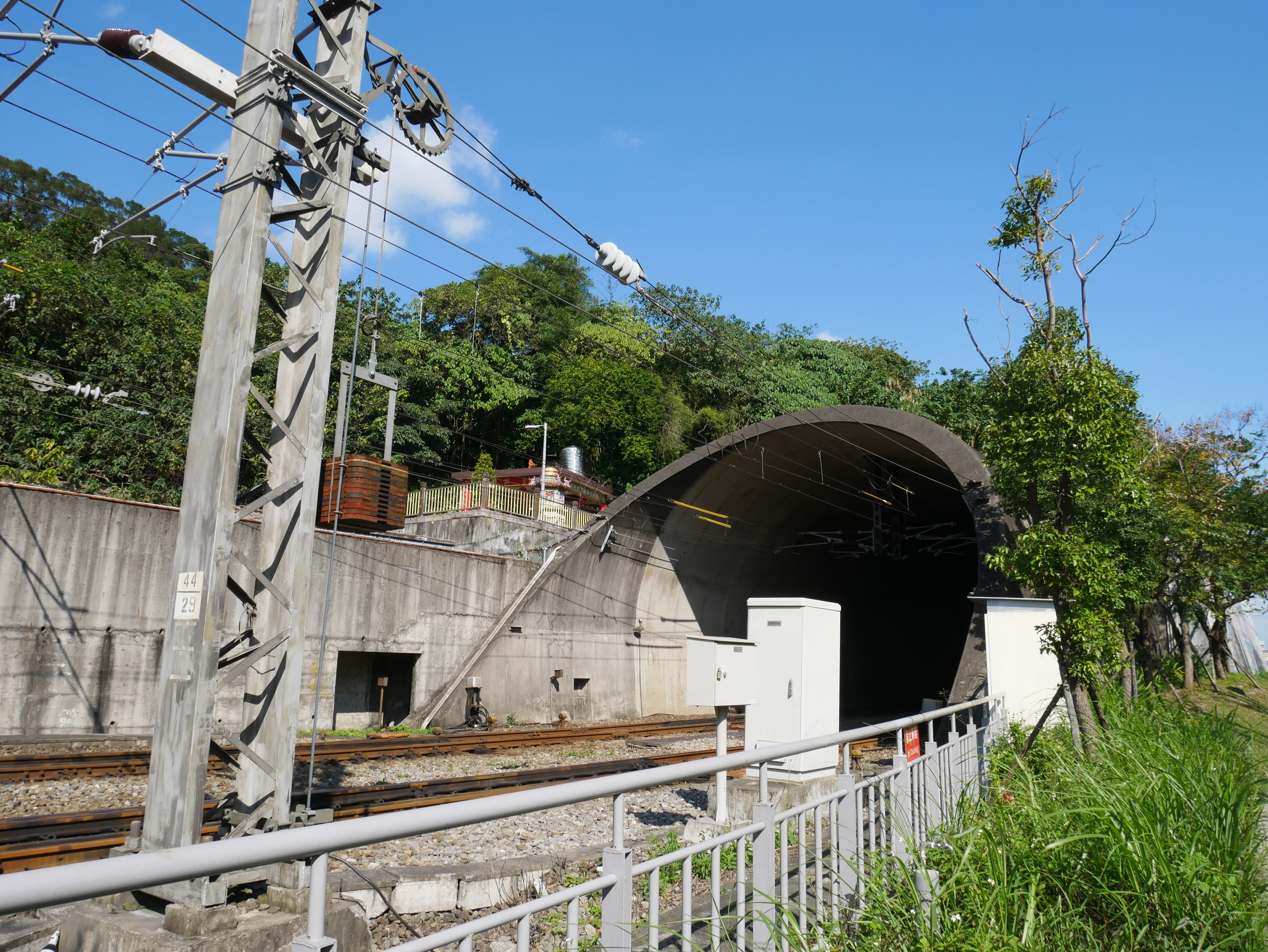
臺灣新北市山佳隧道

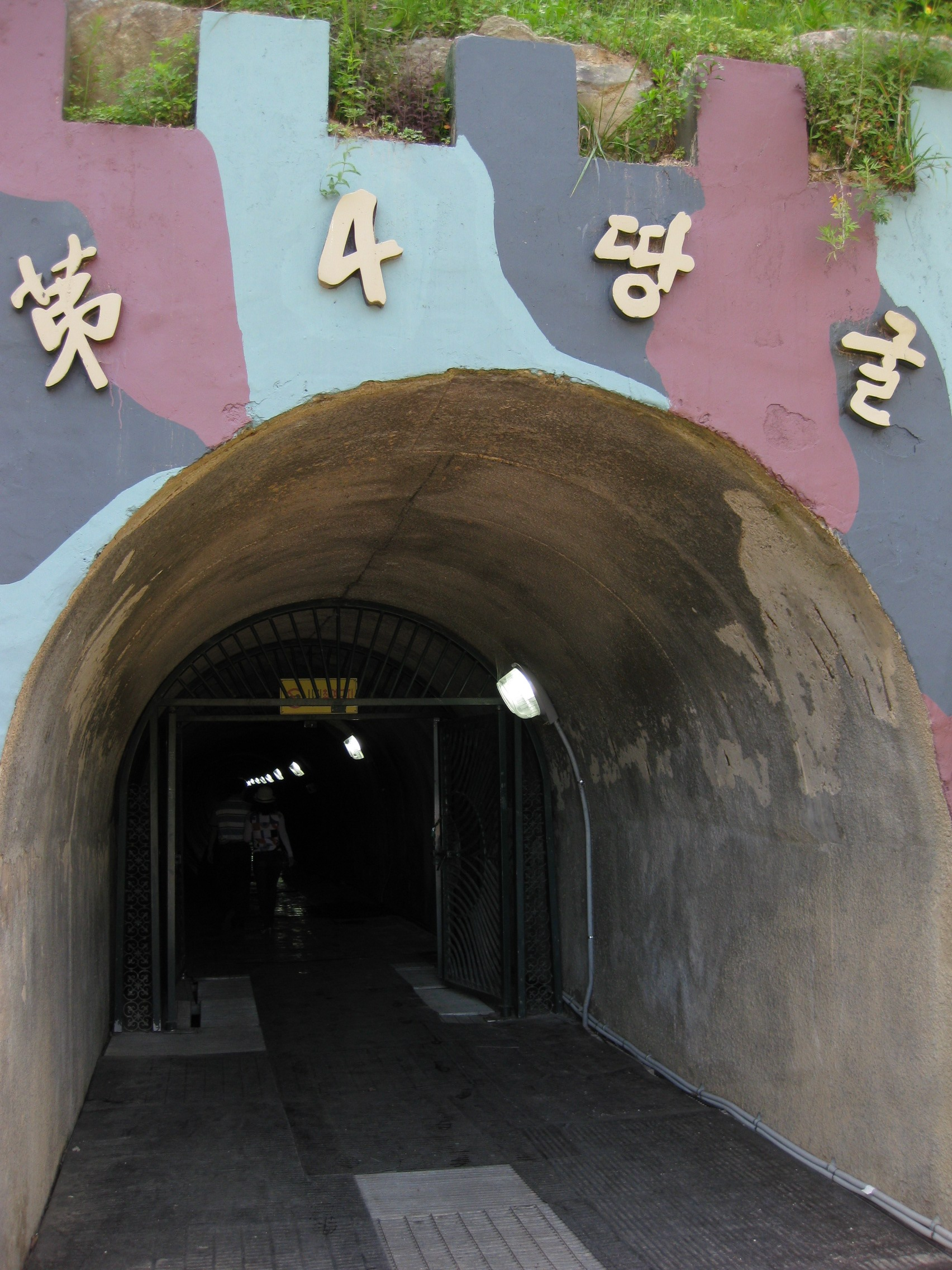
朝鲜挖掘通過非軍事區的滲透隧道遺跡

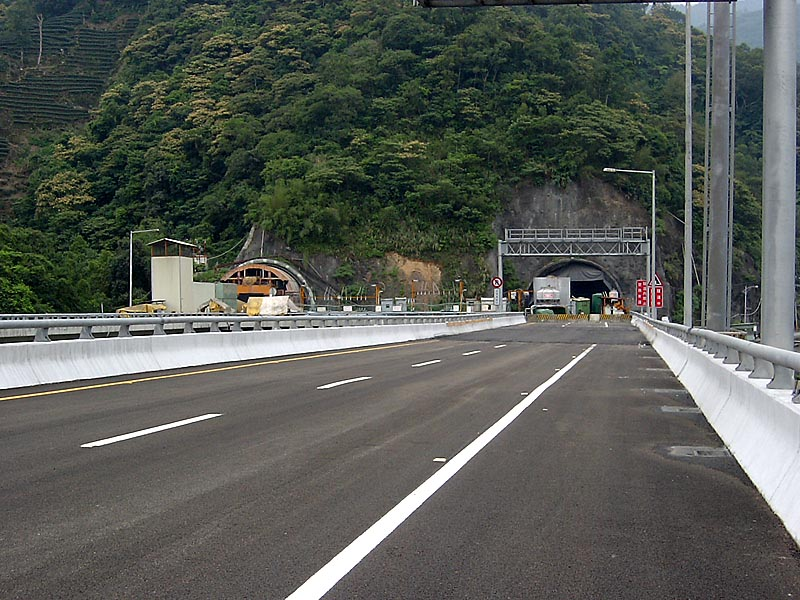
2002年尚在施工中的台灣雪山隧道

隧道大部分的功能，為提供行人、腳踏車（自行车）、一般道路交通、機動車、鐵路交通、或運河使用，而部分隧道只负责水、石油的管道运输或其他特定服務，包括軍事及商業物流等。
- 公路隧道
- 鐵路隧道
- 人行隧道
- 輸水隧道
- 排水隧道（下水道為其一種）
- 電纜隧道

### 依隧道所在位置
- 运河隧道
- 山岭隧道／山岳隧道
- 地下隧道
- 水底隧道
- 海底隧道
- 过江隧道

## 隧道的流體力學
隧道的流體力學主要以隧道內所包含的流體分為兩種：液體之隧道及氣體之隧道。
液體之隧道又以液體是否填充滿整個隧道而其流體的物理現象有所不同：若隧道內液體上方充滿著空氣，例如一般下水道，其物理現象與明渠水道相同。
若隧道內僅單純輸送氣體或液體，並且充滿整個隧道，其物理現象主要為受到閥門、抽水或風機之影響，主要為水錘作用；若充滿隧道之液體或氣體受到高速物體在隧道內移動之影響（例如：公路隧道內之汽車、鐵路隧道內之列車），其物理現象主要為活塞效應。

## 著名隧道舉例

### 歐洲
- 直布羅陀海峽跨海通道：由連結歐洲和非洲的海底隧道、及部分的海上橋樑所構成，目前尚由西班牙、英國、摩洛哥等擁有海峽主權的國家共同規劃中。根據英國廣播公司報導，興建費用估計達100億美元。
- 挪威的洛达尔隧道：世界最長的公路隧道，長度24.5公里。
- 瑞士的哥達基線隧道：世界最長的運輸用隧道及鐵路隧道，長度超過57公里（35英里），連接瑞士的烏里州及提契諾州。
- 英法海底隧道：世界第三長的鐵路隧道，全長50.5公里，海底長度37.9公里，也是世界海底長度最長的海底隧道，跨越英吉利海峽連接英國及法國。

### 亞洲[1]

#### 中国大陆
- 港珠澳大桥海底隧道：全长6.7公里，是中国第一条外海公路沉管隧道。
- 珠江隧道：全长1.239公里，是中国第一条大型沉管隧道
- 新关角隧道：全长32.645公里，中国最长的铁路隧道。
- 石太客运专线太行山特长隧道：全长27.839公里，中国第二长的铁路隧道。
- 兰新铁路乌鞘岭特长隧道：全长20.05公里，中国第三长的铁路隧道。
- 秦岭终南山特长公路隧道：亚洲第二長及中国最长的公路隧道，也是世界第二長的雙孔公路隧道，长18.02公里，2006年完工后已超过聖哥達隧道成為世界第二长的公路隧道，2015年因日本山手隧道全面建成而成為世界第三長公路隧道。
- 青岛胶州湾隧道：該工程是連接青島市主城區與西海岸的重要通道，南接黃島區的薛家島，北連市南區的團島，下穿膠州灣灣口海域。隧道全長约9470米。雙向六車道，設計時速80千米。：
- 风火山隧道：位於青藏高原。轨道面海拔4905米，是世界上海拔最高的隧道，也是世界上海拔最高的高原冻土隧道。
- 上海长江隧道：起于浦东新区五号沟，穿越南港水域在长兴岛西南方登陆，全长8.95公里，其中穿越水域部分达7.5公里。隧道整体断面设计为上下的双管隧道，两单管间净距约为16 米，沿其纵向每隔800米左右设一条横向人行联络通道。单管外径为1500厘米，内径为1370厘米，内设三条（3×3.75米）车道，双向即六车道，设计车速为80公里/小时。
- 武汉长江隧道：本工程是中国首条穿越长江的越江隧道，连接汉口与武昌。
- 三阳路长江隧道：本工程是世界首条公铁合建的盾构法隧道（武汉轨道交通7号线与市政道路），隧道直径位列世界第三，仅次于香港屯门（直径17.6米）和美国西雅图（直径17.4米）的地下隧道。

#### 台灣
- 雪山隧道：2006年完工時為世界第4長公路隧道、世界最長雙孔公路隧道，目前為世界第13長公路隧道，台灣最長的公路隧道，也是台灣規模最大的雙孔公路隧道群。全長12.9公里，跨越雪山山脈支脈連接新北市和宜蘭縣，由於隧道施工難度高施工期長達15年，故此隧道在工程界有一定知名度。
- 新觀音隧道：台灣最長的鐵路隧道（只含山岳隧道），位於北迴線，全長10.3公里。
- 觀音隧道與谷風隧道：兩座隧道與鼓音橋連結共計12.614公里，共計為台灣第2長公路隧道。
- 八卦山隧道：台灣最長的高速鐵路隧道，位於彰化縣，全長7,357公尺。
- 八卦山隧道：76線東西向快速道路的隧道，位於彰化縣員林市與南投縣草屯鎮之間，左線（西行）全長4,928公尺、右線（東行）全長4,935公尺。
- 高雄港過港隧道：跨越高雄港連接高雄市前鎮區和旗津區，是台灣唯一的水底公路隧道。
- 辛亥隧道：位於台北市文山區，以發生諸多靈異現象聞名。

#### 香港
- 香港海底隧道：世界上最繁忙的行車隧道之一，全長1.8公里，平均每日行車量達十二萬一千七百輛，跨越維多利亞港連接九龍半島和香港島。
- 獅子山隧道：首條連接九龍和新界的行車隧道，交通流量至今仍相當高。
- 屯門－赤鱲角隧道：香港最長行車隧道，全長5公里，連接屯門望后石內河碼頭、港珠澳大橋香港口岸及香港國際機場。此隧道亦創下多個香港紀錄，工程期間使用世界最大型的的17.6米直徑隧道鑽挖機興建。
- 龍山隧道：香港第二長的行車隧道，連接九龍坑和萊洞。
- 大老山隧道：香港第三長的行車隧道，新界第二繁忙行車隧道，全長3.9公里，連接九龍東和新界東。

#### 日本
- 青函隧道：目前世界第二長的鐵路隧道，全長53.9公里，海底長度23.3公里。此隧道跨越津輕海峽連接日本的北海道和本州。
- 山手隧道：日本東京市區西側的一條高速公路隧道，是首都高速道路中央環狀線的一段，全長18.2公里，深約30公尺，是日本及亞洲最長的公路隧道。隧道全線設有多個出入口匝道及交流道與地面街道及其他高速公路聯絡。
- 鍋立山隧道：位于新潟县十日町市。雖然這條鐵路隧道只長9公里，但由動工至開通相隔22年（期間曾兩次停工）。由於此隧道的工程難度甚至凌駕青函隧道和英法隧道，故此隧道在工程界有一定知名度。

#### 馬來西亞
- 精明隧道（Stormwater Management and Road Tunnel简称SMART Tunnel）是马来西亚吉隆坡一项巨型防洪计划工程。隧道全長达9.7公里，是东南亚最长以及亚洲第二长的隧道。隧道主要用途是舒缓市区交通拥堵以及在发生闪电水灾时排水。

### 美洲

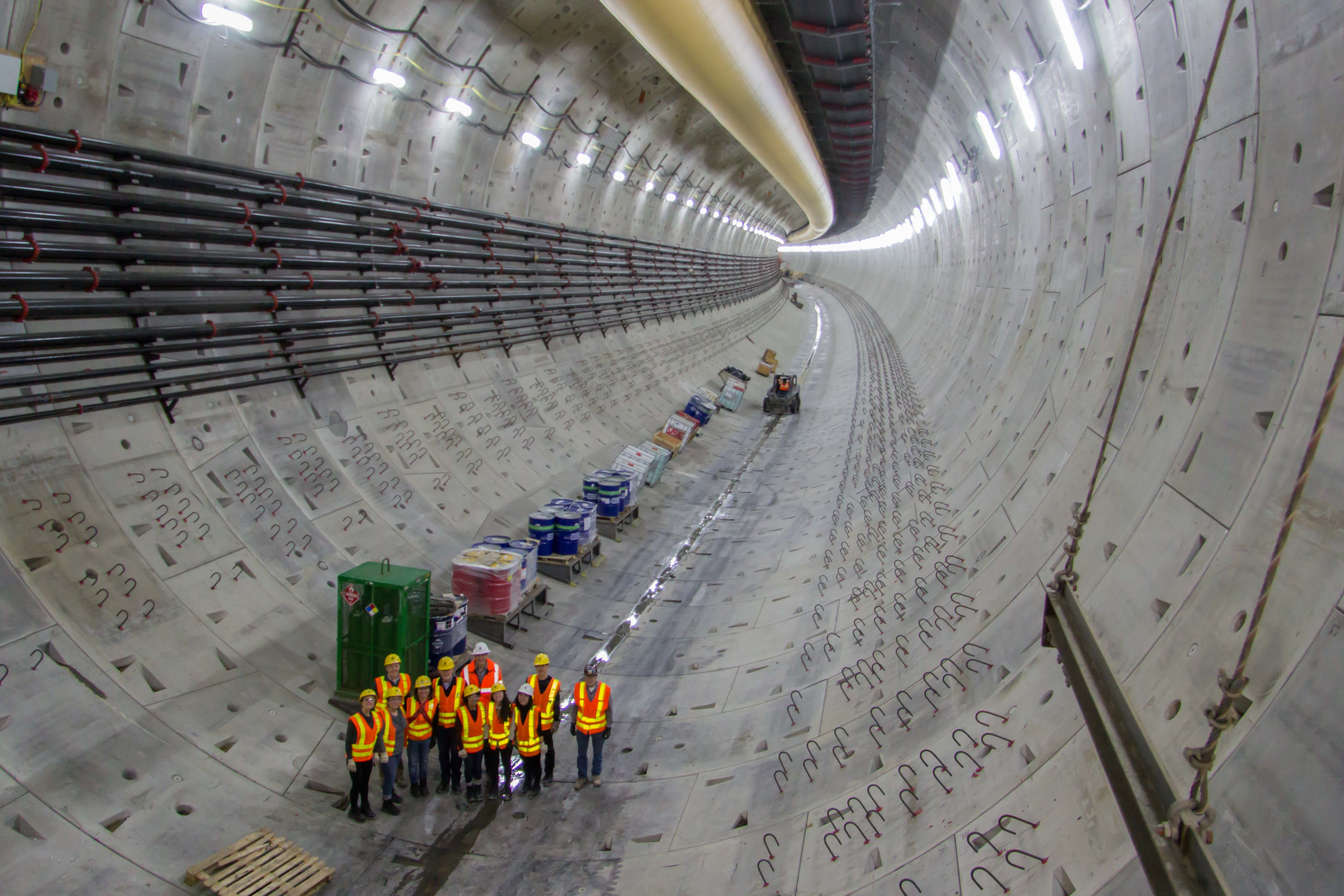
西雅图的隧道施工图，处于潜盾机挖掘完毕，道路舖设完工前

### 美國
- 美國的德拉瓦隧道：世界最長的輸水隧道，全長137公里。
- 美國紐約州紐約市的林肯隧道：跨越哈德遜河連接紐約市和紐澤西州，是世界最繁忙的公路隧道之一，長度2.4公里。
- 美國的安東安德森紀念隧道（Anton Anderson Memorial Tunnel）：位於阿拉斯加州安克拉治和惠蒂爾，是北美洲最長的鐵路與美洲第二大的公路共用的單一隧道。每段通行時間内都是單行，安東安德森紀念隧道也是通往惠蒂爾的陸路唯一通道，非常有特色，長度爲4.25公裏，隧道落成於2000年。